# Grotte de la Rivière Morte
Grotte de la Rivière Morte este o arie protejată (sit de importanță comunitară — SCI) din Franța întinsă pe o suprafață de 89,5 ha, integral pe uscat.

## Localizare
Centrul sitului Grotte de la Rivière Morte este situat la coordonatele 43°28′05″N 2°43′16″E / 43.46806°N 2.72111°E.

## Înființare
Situl Grotte de la Rivière Morte a fost declarat arie specială de conservare în baza directivei 92/43 din 1992 referitoare la conservarea habitatelor naturale și a faunei și florei sălbatice pentru a proteja 4 specii de animale.

## Biodiversitate
Situată în ecoregiunea mediteraneană, aria protejată conține 6 habitate naturale: Formațiuni stabile xerotermofile de Buxus sempervirens pe pante stâncoase (Berberidion p.p.), Formațiuni ierboase bogate în specii de Nardus, dezvoltate pe substraturi silicioase în zone montane (și în zone submontane, în Europa continentală), Păduri de Quercus ilex și Quercus rotundifolia, Peșteri inaccesibile publicului, Păduri aluvionare cu Alnus glutinosa și Fraxinus excelsior (Alno-Padion, Alnion incanae, Salicion albae), Pajiști uscate europene.
La baza desemnării sitului se află mai multe specii protejate de  mamifere (4): liliac cu urechi de șoarece (Myotis blythii), liliac comun (Myotis myotis), liliacul mare cu potcoavă (Rhinolophus ferrumequinum), liliacul mic cu potcoavă (Rhinolophus hipposideros).